# Ondres
Ondres is een gemeente in het Franse departement Landes (regio Nouvelle-Aquitaine). De plaats maakt deel uit van het arrondissement Dax. Ondres telde op 1 januari 2022 6.194 inwoners.

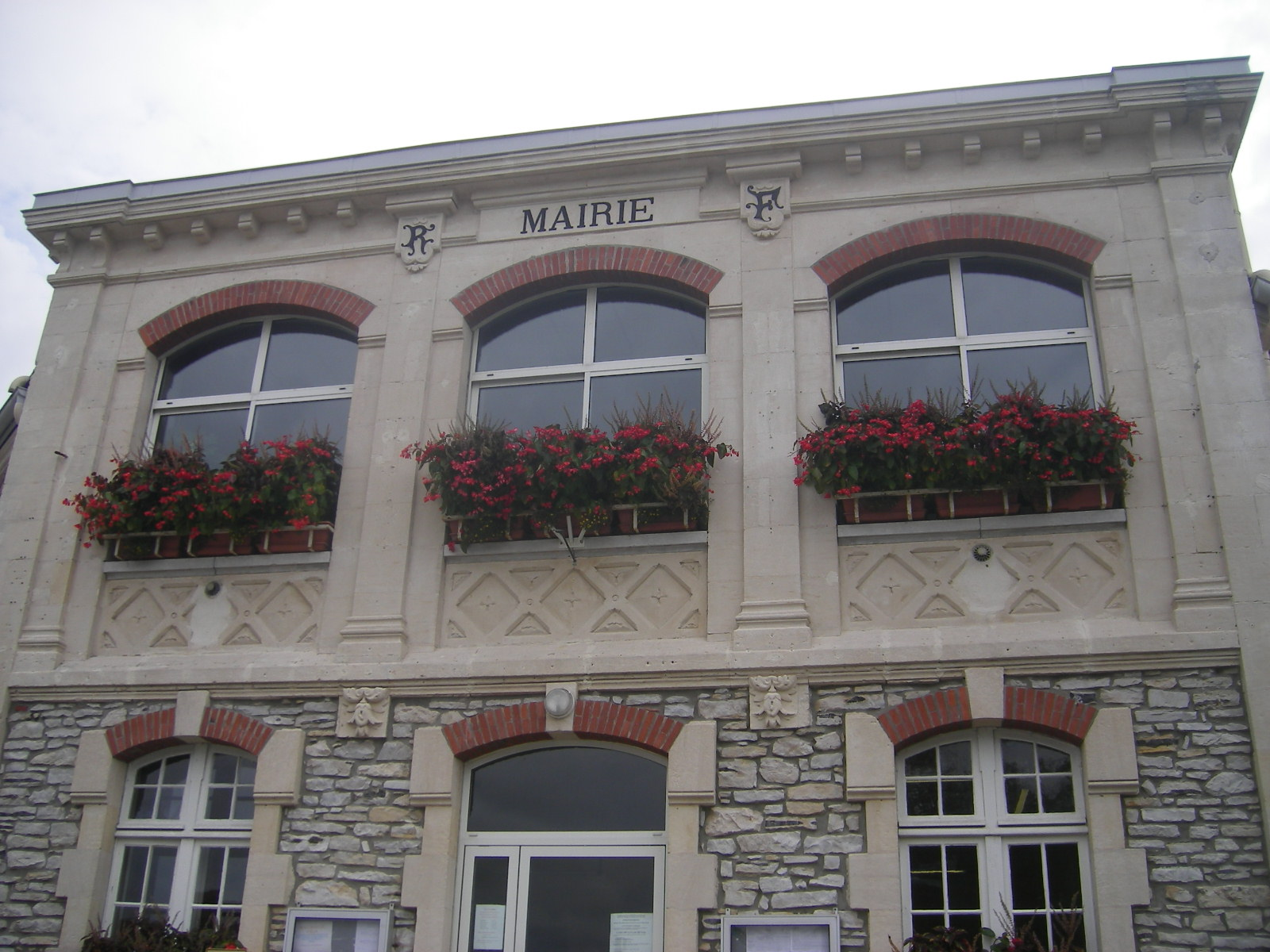
Gemeentehuis
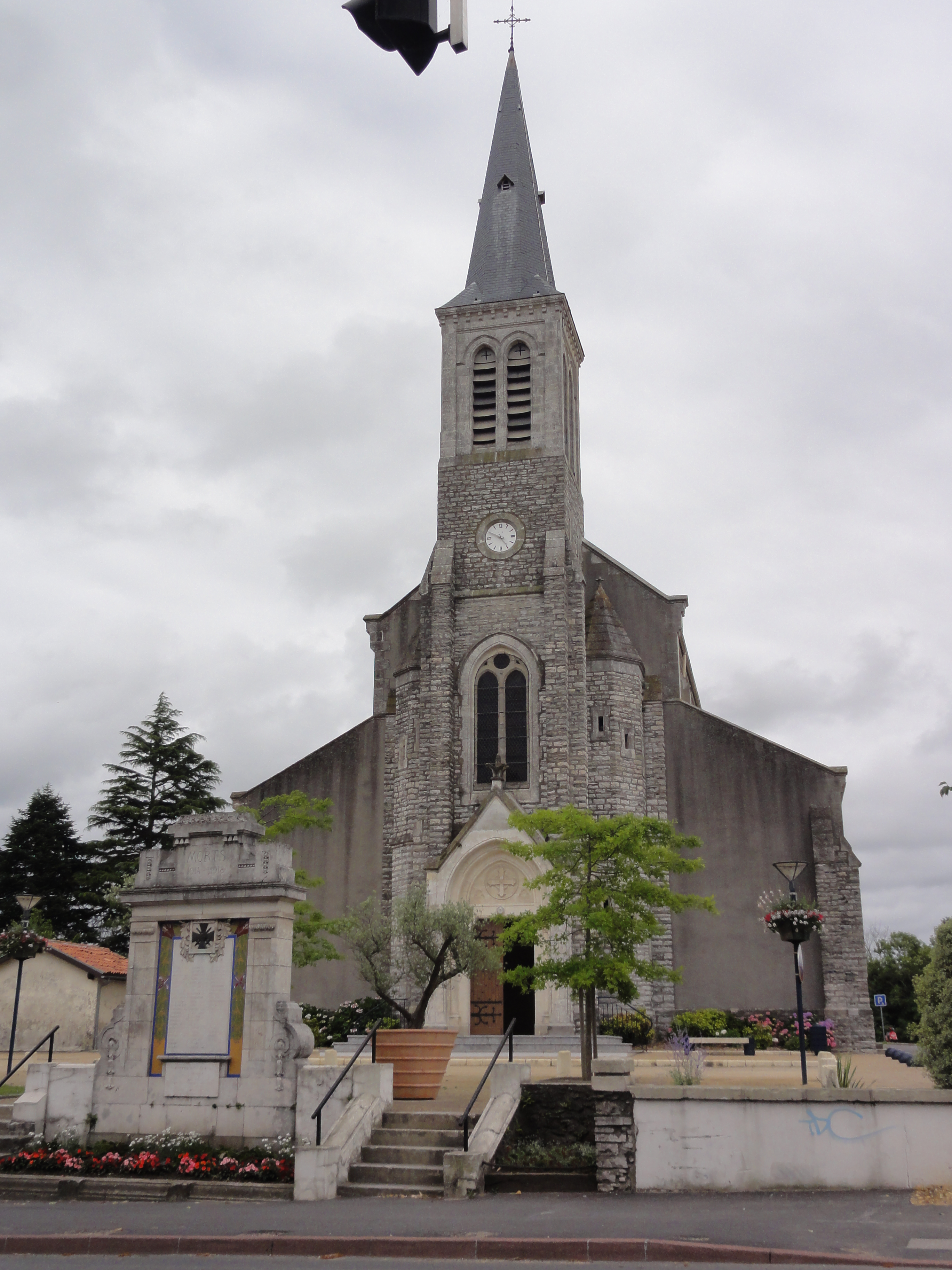
Kerk van Ondres

## Geografie
De oppervlakte van Ondres bedroeg op 1 januari 2022 15,13 vierkante kilometer; de bevolkingsdichtheid was toen 409,4 inwoners per km².

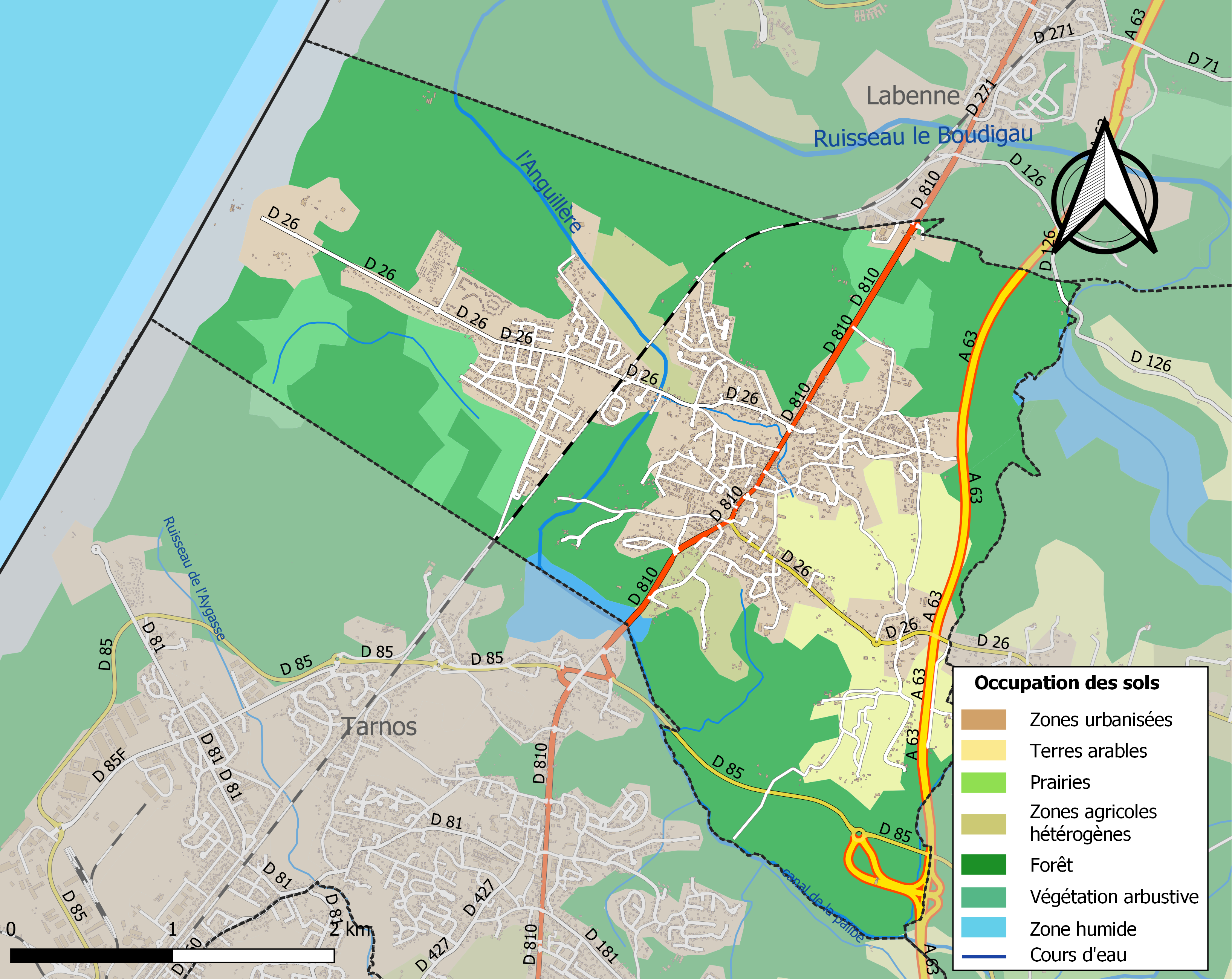
Kaart van de gemeente met de belangrijkste infrastructuur, bodemgebruik en omliggende gemeenten

## Verkeer en vervoer
In de gemeente ligt de spoorweghalte Ondres.

## Demografie
Onderstaande figuur toont het verloop van het inwonertal (bron: INSEE-tellingen).